# St. Peter und Paul (Gnodstadt)

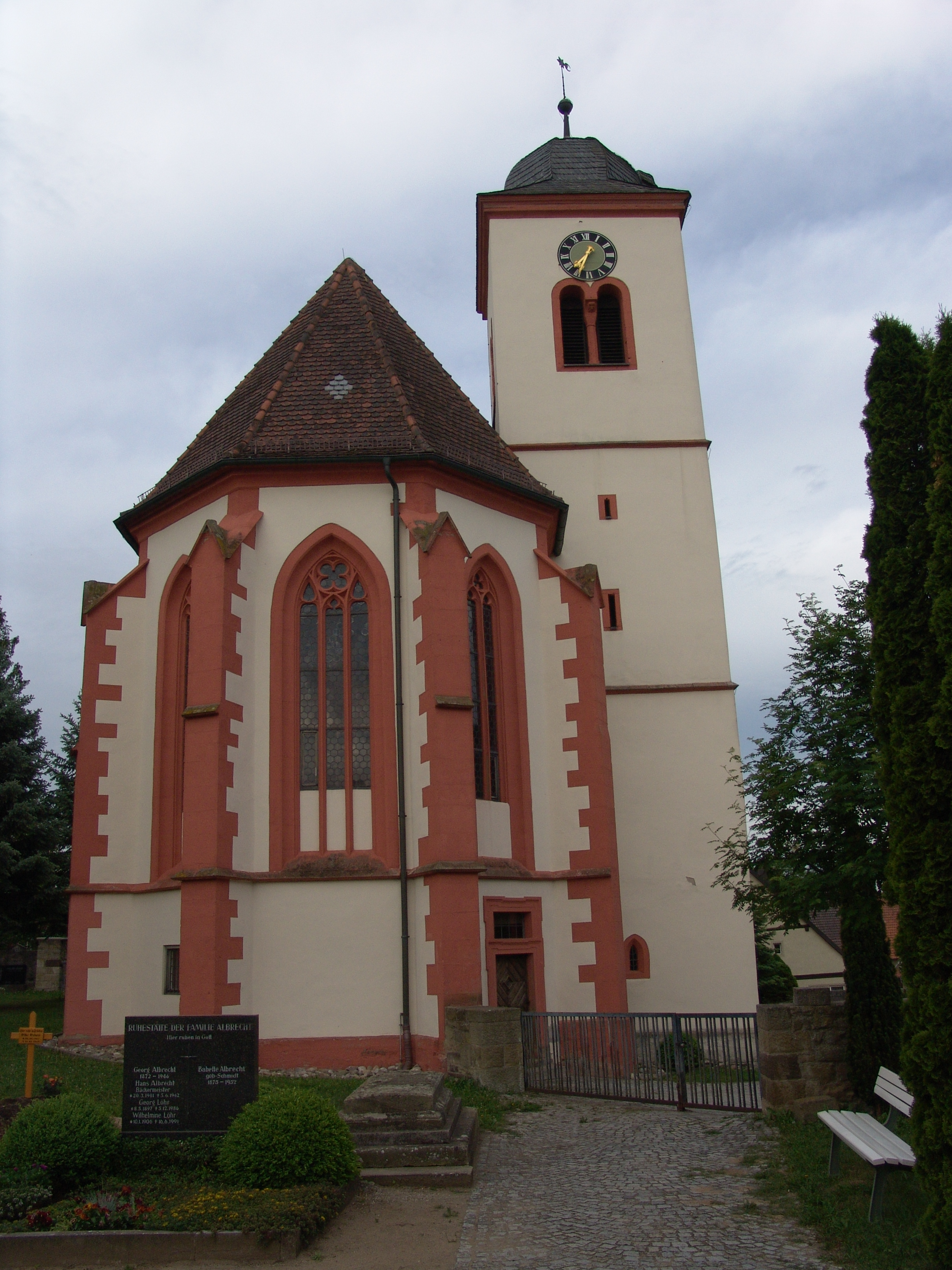
Die Kirche in Gnodstadt

Die Kirche St. Peter und Paul ist das evangelisch-lutherische Gotteshaus im unterfränkischen Gnodstadt. Die Kirche steht an der Pfarrer-Geyer-Straße im Süden des Ortes. Sie gehört zum Dekanat Uffenheim.

## Geschichte
Die Geschichte der Gnodstädter Kirche ist eng mit der des Dorfes verbunden. Der Ort war im Mittelalter Teil des Einflussbereichs des Würzburger Kollegiatstifts Haug. Bereits im Jahr 1308 wurde ein Vikar aus dem Stift als erster Pfarrer in den Quellen erwähnt. Ein eigenes Gotteshaus gab es demnach bereits seit einigen Jahren. Die Klangarkaden des heutigen Turmes gehen schon auf das 13. Jahrhundert zurück.
Während des Mittelalters war Gnodstadt wohl Ziel einer Wallfahrt. Hinweise darauf gibt die Kirche, die bis ins 19. Jahrhundert mit einer Außenkanzel ausgestattet war, um für größere Pilgermengen draußen die Messe zu lesen. Ziel der Wallfahrer war ein wundertätiges Gnadenbild, eine Madonna. Um 1400 erhielt die Kirche einen größeren Chor, die romanische Apsis wurde abgebrochen. Diese Erweiterung ist ein weiterer Anhaltspunkt für wachsende Pilgerströme.
Im 16. Jahrhundert endete die Wallfahrt mit der Einführung der Reformation abrupt. Seit dem Jahr 1448 waren die Markgrafen von Ansbach in Gnodstadt durch Erbfall Dorfherren. Sie führten ab 1528 das neue Bekenntnis ein. In Gnodstadt stand man der neuen Konfession zunächst kritisch gegenüber und der Pfarrer Hans Hofmann erschien nicht zur Visitation der Markgrafen. Er musste auf Druck der neuen Herren im Frühjahr 1529 das Dorf in Richtung Würzburg verlassen. Der neue Pfarrer Frischeisen war der erste lutherische Prediger.
Die Pfarrer des Ortes waren wichtige Stellvertreter der markgräflichen Obrigkeit in Gnodstadt. So predigte dort um 1577 zeitweise Niklas Riemenschneider, der Onkel des Bildschnitzers Tilman, und stiftete eine Frühmesse. Im Dreißigjährigen Krieg wurde Gnodstadt wie die Orte der Umgebung von feindlichen Truppen heimgesucht. Allerdings wurden die Archivalien und die Schätze der Pfarrkirche nicht geplündert, weil sie in einem Versteck unterhalb der Kirche eingelagert worden waren.
Das mittelalterliche Aussehen der Peter-und-Paulskirche konnte bis zum beginnenden 20. Jahrhundert weitgehend erhalten werden. Der Gnodstädter Pfarrer F. W. Geyer plante, den Bau zu verlängern. In die Kirche waren Emporen eingebaut worden, um den wachsenden Zahlen der Gläubigen Raum zu bieten. Pfarrer Geyer gelang es nicht, seine Pläne zu verwirklichen. Ein Umbau scheiterte 1974 an den Einwänden des Denkmalschutzes. Letztmals renoviert wurde die Kirche im Jahr 2014. Sie wird als Baudenkmal geführt.

## Architektur

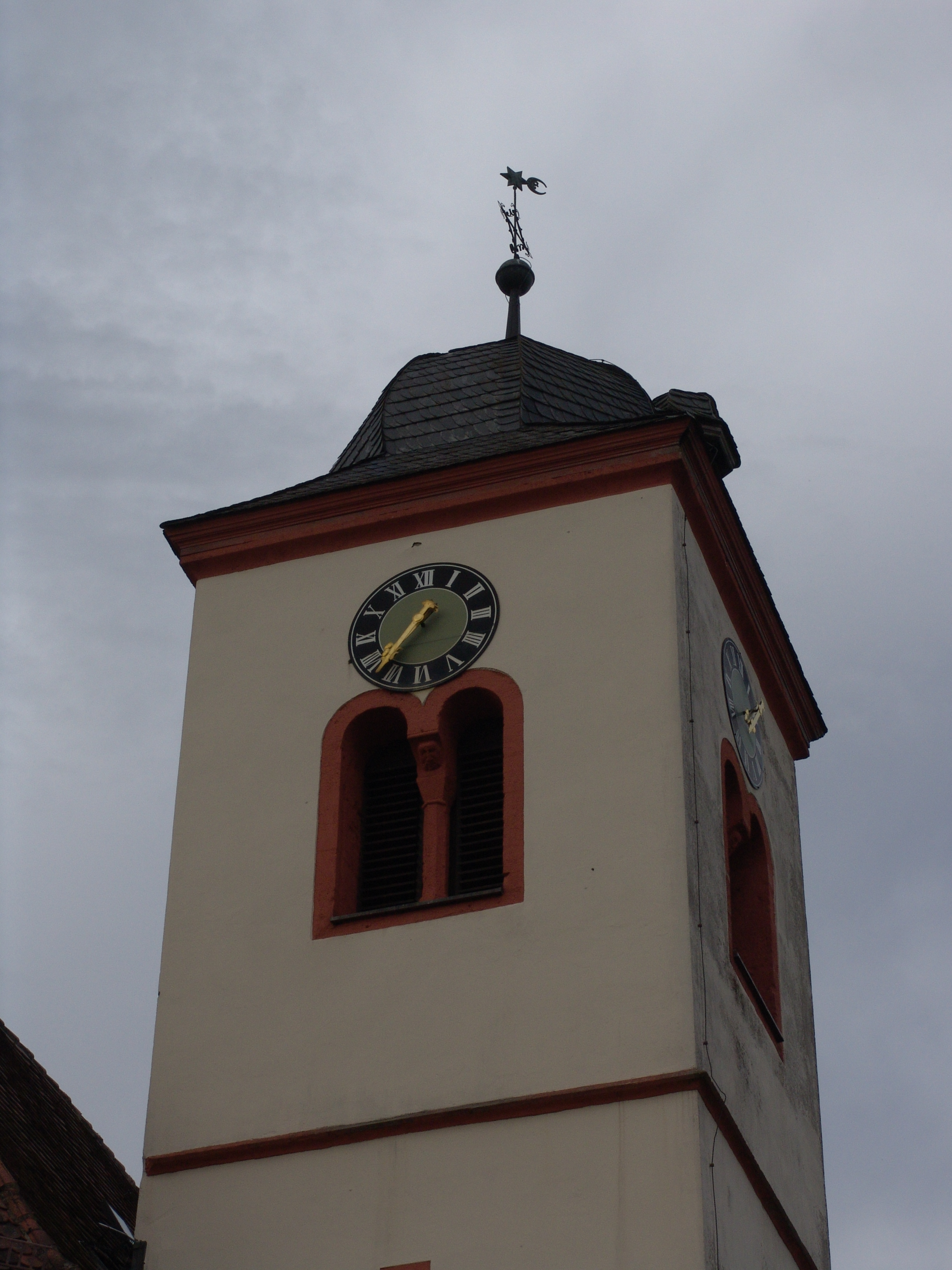
Der Turm der Kirche

Die Peter-und-Pauls-Kirche präsentiert sich heute als schlichter Saalbau mit Bauteilen aus mehreren Epochen. Als ältestes Element kann der 25 m hohe Turm aus dem 13. Jahrhundert gelten. Er besaß damals bereits seine heutige Höhe, worauf die Kapitelle der Klangarkaden im dritten Geschoss verweisen. Sie sind mit Fratzen und Tierköpfen verziert, die wohl dazu dienten böse Geister abzuweisen. Im Jahr 1577 ließ Markgraf Georg die Turmspitze erneuern, worauf eine Inschrift am Turm Hinweis gibt. Der heutige Flachhelm entstand 1978 nach einem älteren Vorbild.
Der Turm ist im Norden an das Langhaus angebaut. Die Kirche ist nicht geostet, sondern wurde nach Nordosten ausgerichtet. Wahrscheinlich hängt diese Ausrichtung mit der dort ursprünglich vorhandenen Kirchenburg zusammen, deren letzte Reste um 1875 entfernt wurden. Die Ausmaße des Langhauses gehen ebenfalls weitgehend auf das Mittelalter zurück. Hierauf verweisen die Weihekreuze, die bei einer neueren Renovierung freigelegt wurden und den ursprünglichen Umriss der Kirche erkennen lassen.
Der jüngste Teil der Kirche ist der spätgotische Chor. Er stammt aus der Zeit um 1400 und wurde damals anstelle eines romanischen Vorgängerbaus errichtet. Er ist ein leicht eingezogener Polygonalchor. Beherrscht wird er von den langgezogenen Spitzbogenfenstern mit Maßwerk, die von Strebepfeilern unterbrochen sind. Innen schließt der Chor mit einem Spitzbogengewölbe ab. Die Schlusssteine sind figürlich gearbeitet, beispielsweise mit dem Relief eines Büttners.

## Ausstattung

### Glocken
Die Gnodstädter Kirche weist vielfältige Ausstattungsstücke auf. Eine Besonderheit stellt das fünfstimmige Geläut im Kirchturm  dar. Alle Glocken wurden vor 1528 geschaffen und überstanden die beiden Weltkriege, in denen die meisten Dorfglocken eingeschmolzen wurden. Die älteste der Gnodstädter Glocken wird „Stürmerin“ genannt. Sie wurde um 1300 geschaffen mit Reliefs der vier Evangelisten.
Die Zwölf-Uhr-Glocke stammt aus dem Jahr 1482 und trägt die Inschrift „Weich Hagel und Wind, des helf uns Maria und ihr liebes Kind.“. Die Reliefs der Heiligen Peter und Paul kennzeichnen diese Glocke. Die Totenglocke wurde um 1500 geschaffen und trägt den Bibelvers Lukas 4, 30. Die Inschrift der Elf-Uhr-Glocke aus dem Jahre 1509 lautet: „Regina caeli letare. Alleluja. Que tu meruisti potare. Alleluja“.  Eine kleine Viertelstundenglocke trägt die Inschrift „Ave Maria Gracia plena Dominus tecum“.

### Weitere Ausstattung
Das Ziel für die Wallfahrer war ein gotischer Marienaltar rechts des Chorbogens mit der sitzenden Madonna. Die Madonna wurde im 19. Jahrhundert nach Frickenhausen am Main verkauft und gelangte später nach Düsseldorf. Das Altargesprenge war aufgemalt und wurde erst 1950 wieder freigelegt. Es zeigt Jesus an der Geiselsäule, der von Geiselwerkzeugen eingerahmt wird. Darüber erheben sich gotische Säulen mit Engelsfiguren. Ursprünglich befand sich auch auf der linken Seite ein aufgemalter Altar. Das Bildprogramm erinnert an die Herrgottskirche von Creglingen.
Seit der Umgestaltung im Sinne der Reformation hängen an der Südwand zwei Porträts der Reformatoren Luther und Melanchthon. Eine neue Kanzel im Stil der Renaissance rückte in den Mittelpunkt der Liturgie. Sie erfuhr in der Folgezeit mehrere Veränderungen. 1738 wurde sie an den Chorbogen angelehnt, 1866 malte man die Evangelisten auf. Heute fehlt der Schalldeckel.
Die sechs Epitaphien der örtlichen Pfarrer sind ebenfalls ein Symbol für die Reformation. Sie zeigen Geistliche aus der Zeit zwischen 1606 und 1708. Drei der Werke wurden von Philipp Niklas geschaffen, der ab 1610 in Gnodstadt wirkte. Alle Pfarrer sind mit dem damals üblichen schwarzen Gewand und einem weißen Chorhemd dargestellt. Lediglich ein Grabmal weist ein Wappen auf. Steinmetz Niklas schuf auch den Opferstock von 1625. Er war ursprünglich als Sockel für einen Ochsenfurter Bildstock vorgesehen.
Zeitweise befanden sich in der Kirche drei Taufsteine. Nach der Renovierung von 2014 wird der älteste von 1597 genutzt. Er ist mit Steinmetzzeichen übersät. Im 18. Jahrhundert kam der neue Hauptaltar in den Chor der Kirche. Er zeigt eine Abendmahlsszene, die an das gleichnamige Bild von Peter Paul Rubens erinnert. Schlichte Akanthusverzierungen rahmen den Altar ein. Statt eines Auszugs trägt er eine Inschrift. Die Orgel auf einer Empore oberhalb des Altars stammt von 1977.
Eine weitere Besonderheit sind die vielen Emporen. Nach der Reformation begann man in die Kirche damit auszustatten, weil die Predigten nun längere Zeit in Anspruch nahmen. Der Creglinger Sebastian Öchsner schuf im Jahr 1663 ein Gemälde mit Passionsszenen. Die letzten Felder der mittleren Empore tragen das Wappen der Markgrafen von Ansbach. Ein zweites, wohl das Wappen der Familie Oettingen, wurde getilgt.

## Wallfahrt
Die Wallfahrtsgeschichte von Gnodstadt kann nur noch durch Anhaltspunkte erahnt werden, da keinerlei schriftliche Nachweise vorliegen. Zunächst waren drei der fünf Glocken der Muttergottes geweiht, 1477 wurde ein Marienaltar gestiftet. An der Westseite der Kirche befand sich eine im Jahr 1844 entfernte Außenkanzel. Sie war mit der an der Herrgottskapelle in Creglingen vergleichbar, die ebenfalls von Pilgern besucht wurde.
Es existierte wohl ein gepflasterter Wallfahrtsweg, der von Eichelsee über Hopferstadt nach Gnodstadt führte. Die Wallfahrt zog wohl zwischen dem 14. Jahrhundert und 1528 Pilger in das Dorf. Anschließend beendete die Reformation diese Tradition. Das Ziel der Wallfahrer war ein Gnadenbild aus der zweiten Hälfte des 15. Jahrhunderts. Heute wird diese Madonna in St. Andreas in Düsseldorf aufbewahrt, wohin man sie 1915 verkaufte. Der dort ansässige Dominikanerkonvent verehrt sie als Maria mit der Birne von Gnadenstadt.